# Analytica priora

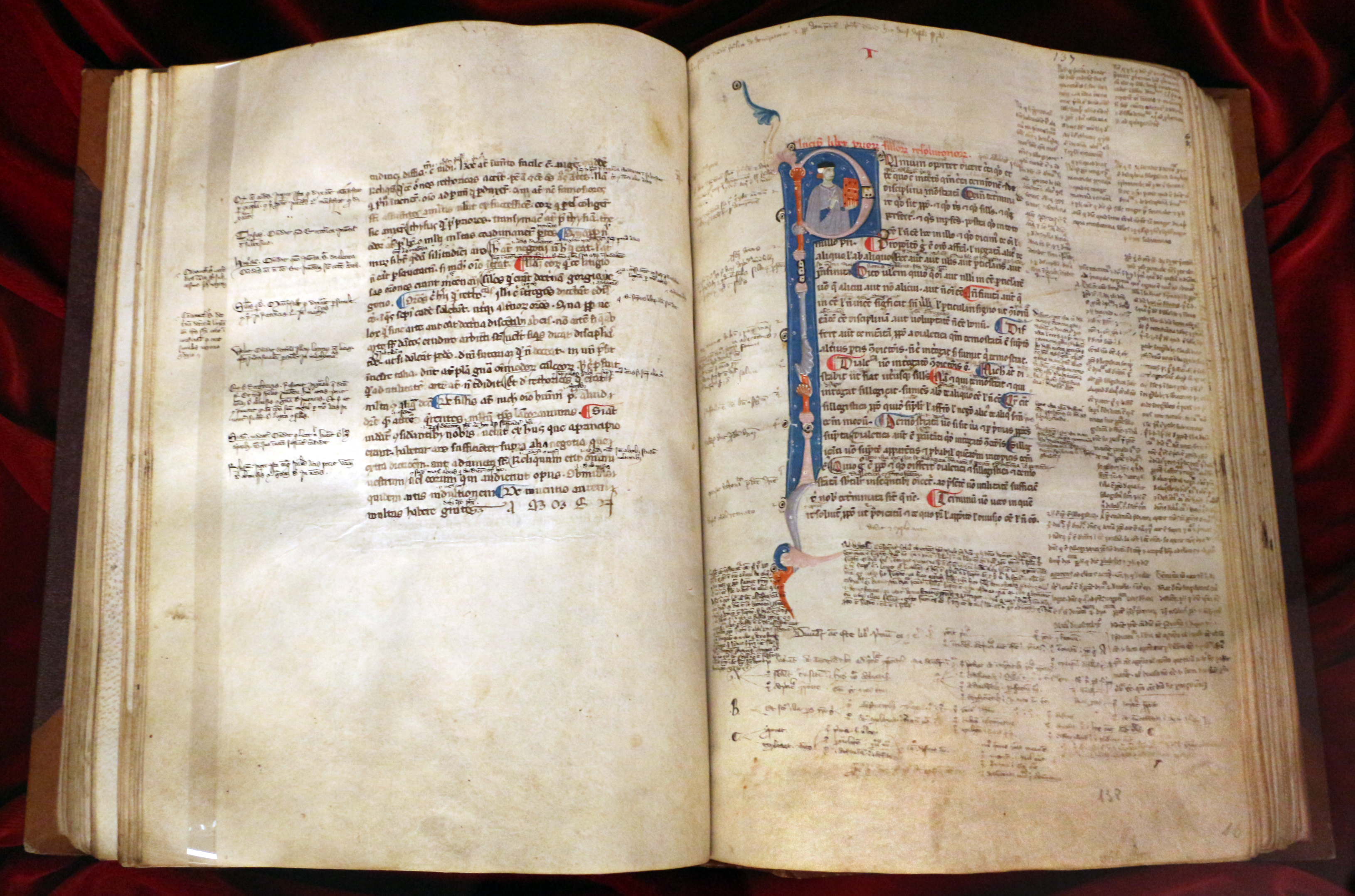
Aristoteles Analytica priora in Latin, 1290 circa, Biblioteca Medicea Laurenziana, Florence

De Analytica priora (Latijn: Analytica Priora) is het derde werk uit het Organon van Aristoteles, dat gaat over de opbouw en structuur van redeneringen bestaande uit enige beweringen, onder andere de zogenaamde syllogismen.

## Algemeen

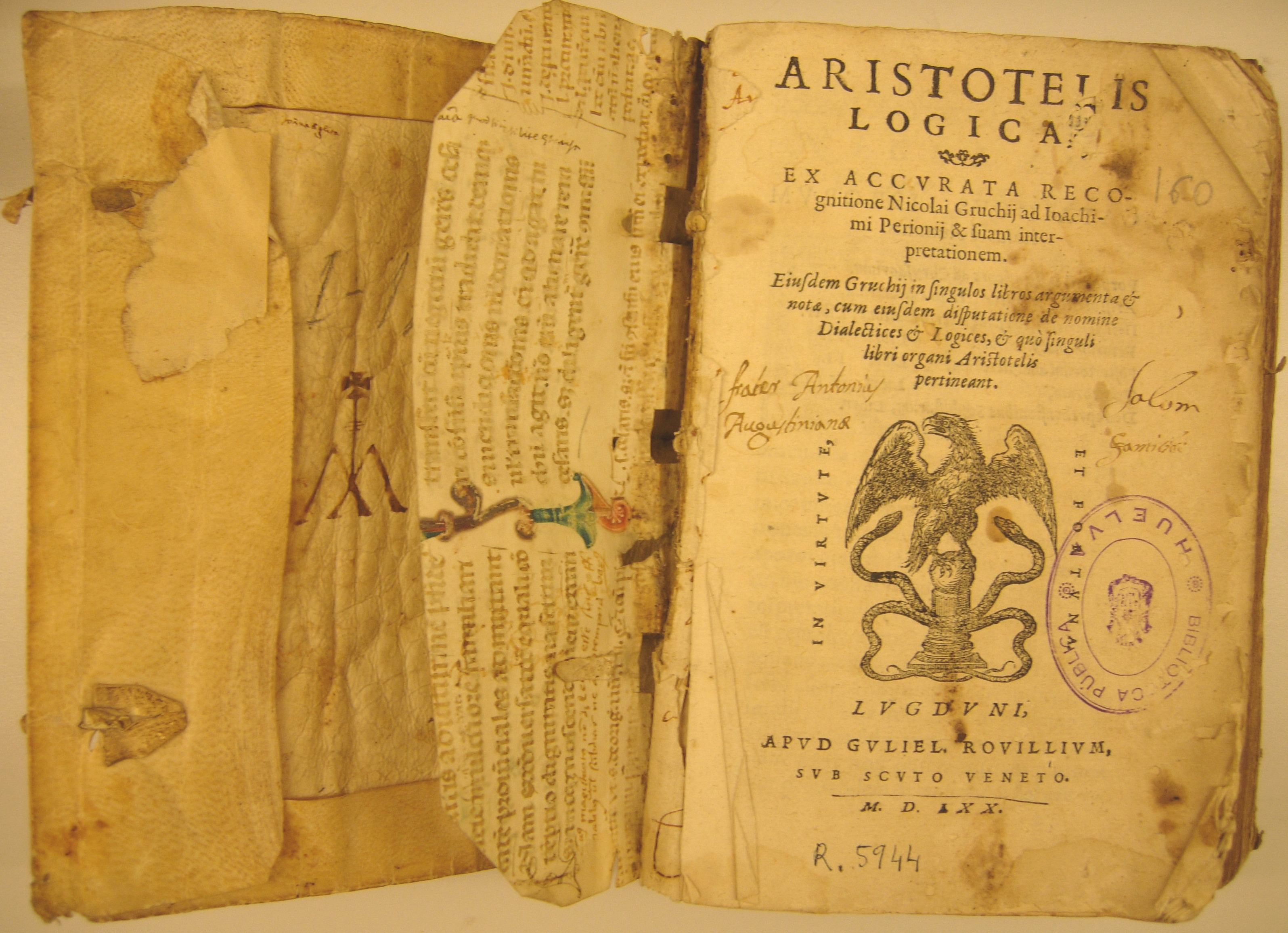
Uitgave van Aristoteles' Logica uit 1570.

In de Analytica priora formuleert Aristoteles zijn bekendste bijdrage aan de logica, zijn theorie van de gevolgtrekking, wat traditioneel het syllogisme genoemd wordt. Deze theorie van syllogismen speelde een belangrijke rol in de Westerse en Nabij Oosterse intellectuele traditie. In de Antieke Oudheid was het één systeem tussen verschillende anderen. In de middeleeuwen werd het een dominant model voor rationele argumentatie en bewijsvoering.
Tot in de negentiende eeuw was de Aristotelische logica, waar de syllogistiek de technische inhoud van vormt, het enig gehanteerde systeem. Sindsdien heeft George Boole de propositielogica, en later rond 1879 Gottlob Frege de predicatenlogica ontwikkeld. De propositielogica heeft taalkundig een andere benadering dan de syllogistiek: zij gaat niet uit van termen, maar van proposities en kent geen predicaten, maar wel connectieven. De predicatenlogica is een synthese van de mogelijkheden van beide: door in symbolische vorm proposities te interpreteren als een samenstelling van subject en predicaat, incorporeert zij feitelijk de mogelijkheden van de syllogistische logica in de systematiek van de propositielogica.

## Syllogistiek
Deze theorie van gevolgtrekking gaat uit van de meest fundamentele vorm van deductie: de gevolgtrekking uit twee premissen, waartoe in feite iedere samengestelde deductie ontleed kan worden. Een redenering bestaat zo uit drie proposities: een majorpremisse, een minorpremisse en een conclusie. De proposities bevatten een minor term of subject, een major term of predicaat en een middenterm. In syllogismen komen vier soorten proposities voor:
- Universeel bevestigend (A)
- Particulier bevestigend (I)
- Universeel ontkennend (E)
- Particulier ontkennend (O)

Er zijn volgens Aristoteles vierentwintig verschillende geldige syllogismen, die te reduceren zijn tot vier categorische syllogismen: Barbara, Celarent, Darii en Ferio. Latere logici hebben een achttal syllogismen alsnog als ongeldig gekwalificeerd, waarmee het aantal werkelijk geldige syllogismen zestien bedraagt. Een redenering op basis van deze syllogismen heet categorische deductie.
Een bekend voorbeeld van een syllogisme is de volgende geldige redenering:
Alle mensen zijn sterfelijk (majorpremisse) (A)
Socrates is een mens (minorpremisse) (I)
Socrates is sterfelijk (conclusie) (I)

## Retorica
Bij de toepassing van de syllogistiek in de retorica ontwikkelt Aristoteles een bijzondere variant van het syllogisme: het enthymeem. Bij het gebruik van deductieve redeneringen in redevoeringen, zo stelt hij, kan het beste een van de premissen worden 'verzwegen'. Hierdoor wordt de toehoorder gestimuleerd zich actief af te vragen, waar de conclusie op berust.